# آیگیرباتکان
آیگیرباتکان (به لاتین: Aygyrbatkan) یک منطقهٔ مسکونی در روسیه است که در باشقیرستان واقع شده‌است.